# Trichohelotium rosae
Trichohelotium rosae är en svampart som beskrevs av Killerm. 1935. Trichohelotium rosae ingår i släktet Trichohelotium, ordningen disksvampar, klassen Leotiomycetes, divisionen sporsäcksvampar och riket svampar.   Inga underarter finns listade i Catalogue of Life.